# World Series of Poker 2013
Die World Series of Poker 2013 war die 44. Austragung der Poker-Weltmeisterschaft und fand ab dem 29. Mai 2013 im Rio All-Suite Hotel and Casino in Paradise am Las Vegas Strip statt. Sie endete mit dem Finaltisch des Main Events, der am 4. und 5. November 2013 gespielt wurde.

## Turniere

### Struktur
Insgesamt standen 62 Pokerturniere in den Varianten Texas- und Omaha Hold’em, Seven Card Stud, Razz, 2-7 Triple Draw sowie in den gemischten Varianten H.O.R.S.E., 8-Game und 10-Game auf dem Turnierplan. Der Buy-in lag zwischen 500 und 111.111 US-Dollar. Für einen Turniersieg bekamen die Spieler neben dem Preisgeld ein Bracelet. Dana Castaneda, Loni Hui und Kristen Foxen waren als einzige Frauen erfolgreich, Tom Schneider gewann als einziger Spieler zwei Bracelets.

### Turnierplan

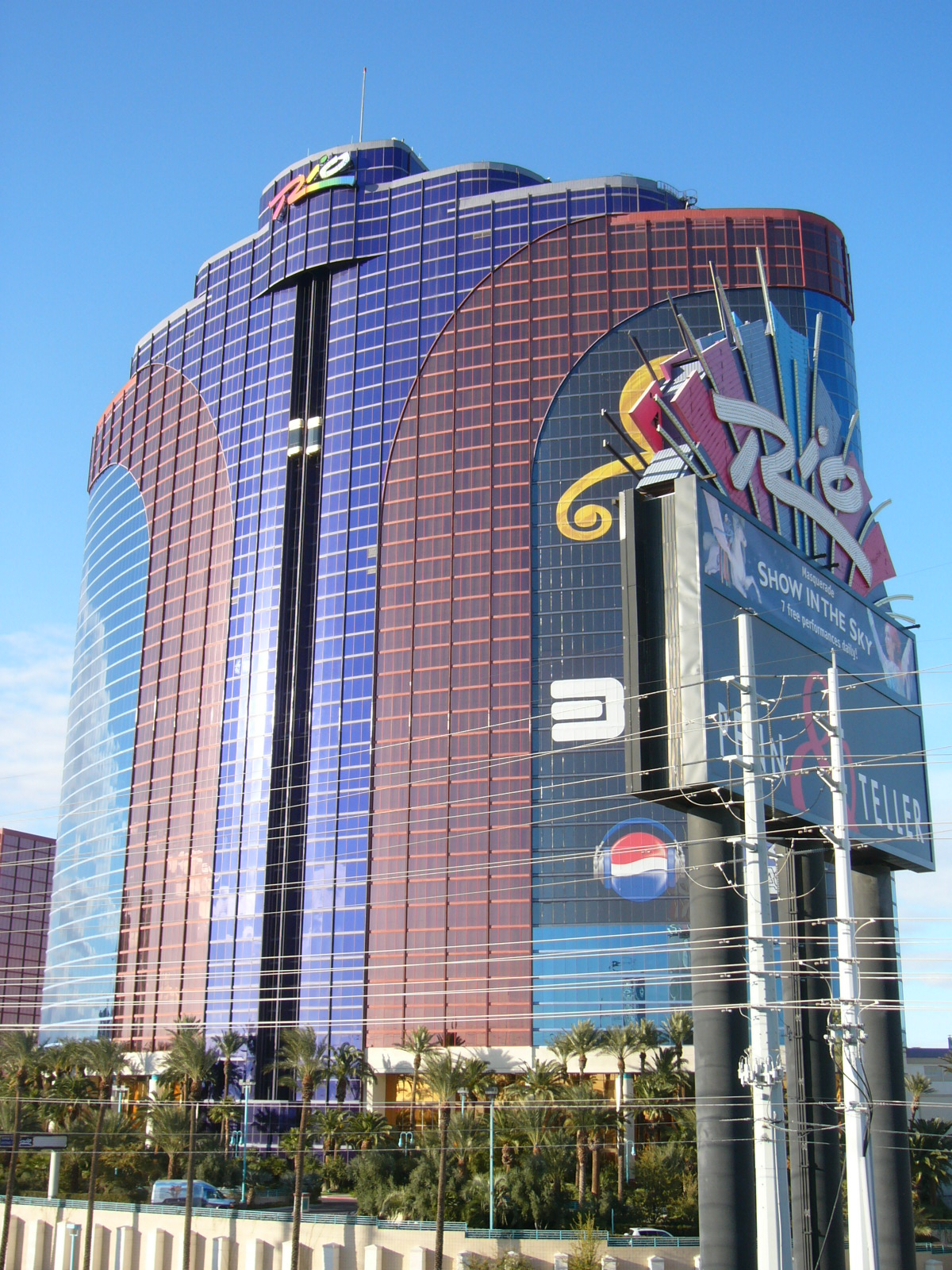
Das Rio All-Suite Hotel and Casino am Las Vegas Strip

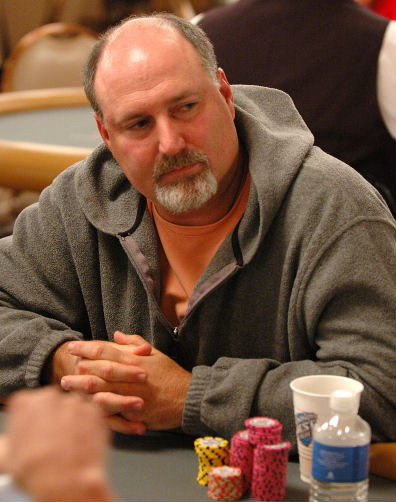
Tom Schneider gewann die Turniere #15 und #29

Im Falle eines mehrfachen Braceletgewinners gibt die Zahl hinter dem Spielernamen an, das wievielte Bracelet in diesem Turnier gewonnen wurde.
| #  | Buy-in (in $) | Turnier                                      | Turnierbeginn | Teilnehmer | Sieger                          | Herkunft               | Preisgeld (in $) |
| -- | ------------- | -------------------------------------------- | ------------- | ---------- | ------------------------------- | ---------------------- | ---------------- |
| 1  | 000.500       | Casino Employees No-Limit Hold’em            | 29. Mai 2013  | 0898       | Chad Holloway                   | Vereinigte Staaten     | 0.084.915        |
| 2  | 005.000       | No-Limit Hold’em / Eight Handed              | 29. Mai 2013  | 0481       | Trevor Pope                     | Vereinigte Staaten     | 0.553.906        |
| 3  | 001.000       | No-Limit Hold’em Re-Entry                    | 30. Mai 2013  | 3164       | Charles Sylvestre               | Kanada                 | 0.491.360        |
| 4  | 001.500       | No-Limit Hold’em / Six Handed                | 31. Mai 2013  | 1069       | John Beauprez                   | Vereinigte Staaten     | 0.324.764        |
| 5  | 002.500       | Omaha/Seven Card Stud Hi-Low 8-or Better     | 31. Mai 2013  | 0374       | Mike Gorodinsky                 | Vereinigte Staaten     | 0.216.988        |
| 6  | 001.500       | Millionaire Maker No-Limit Hold’em           | 1. Juni 2013  | 6343       | Benny Chen                      | Kanada                 | 1.199.104        |
| 7  | 001.000       | No-Limit Hold’em                             | 2. Juni 2013  | 1837       | Matt Waxman                     | Vereinigte Staaten     | 0.305.952        |
| 8  | 002.500       | Eight-Game Mix                               | 2. Juni 2013  | 0388       | Michael Malm                    | Kanada                 | 0.225.104        |
| 9  | 003.000       | No-Limit Hold’em Shootout                    | 3. Juni 2013  | 0477       | Cliff Josephy (2)               | Vereinigte Staaten     | 0.299.486        |
| 10 | 001.500       | Limit Hold’em                                | 3. Juni 2013  | 0645       | Brent Wheeler                   | Vereinigte Staaten     | 0.191.605        |
| 11 | 002.500       | No-Limit Hold’em / Six Handed                | 4. Juni 2013  | 0924       | Levi Berger                     | Kanada                 | 0.473.019        |
| 12 | 001.500       | Pot-Limit Hold’em                            | 5. Juni 2013  | 0535       | Lev Rofman                      | Vereinigte Staaten     | 0.166.136        |
| 13 | 005.000       | Seven Card Stud Hi-Low Split-8 or Better     | 5. Juni 2013  | 0210       | Mike Matusow (4)                | Vereinigte Staaten     | 0.266.503        |
| 14 | 001.500       | No-Limit Hold’em                             | 6. Juni 2013  | 1819       | Jonathan Taylor                 | Vereinigte Staaten     | 0.454.424        |
| 15 | 001.500       | H.O.R.S.E.                                   | 7. Juni 2013  | 0862       | Tom Schneider (3)               | Vereinigte Staaten     | 0.258.960        |
| 16 | 010.000       | Heads Up No-Limit Hold’em                    | 7. Juni 2013  | 0162       | Mark Radoja (2)                 | Kanada                 | 0.336.190        |
| 17 | 001.500       | No-Limit Hold’em                             | 8. Juni 2013  | 2105       | Athanasios Polychronopoulos (2) | Vereinigte Staaten     | 0.518.755        |
| 18 | 001.000       | No-Limit Hold’em                             | 9. Juni 2013  | 2071       | Taylor Paur                     | Vereinigte Staaten     | 0.340.260        |
| 19 | 005.000       | Pot-Limit Hold’em                            | 9. Juni 2013  | 0195       | Davidi Kitai (2)                | Belgien                | 0.224.560        |
| 20 | 001.500       | Omaha Hi-Low Split-8 or Better               | 10. Juni 2013 | 1014       | Calen McNeil                    | Kanada                 | 0.277.274        |
| 21 | 003.000       | No-Limit Hold’em / Six Handed                | 11. Juni 2013 | 0807       | Martin Finger                   | Deutschland            | 0.506.764        |
| 22 | 001.500       | Pot-Limit Omaha                              | 12. Juni 2013 | 1022       | Joshua Pollock                  | Vereinigte Staaten     | 0.279.431        |
| 23 | 002.500       | Seven Card Stud                              | 12. Juni 2013 | 0246       | David Chiu (5)                  | Vereinigte Staaten     | 0.145.520        |
| 24 | 001.500       | No-Limit Hold’em                             | 13. Juni 2013 | 1731       | Corey Harrison                  | Vereinigte Staaten     | 0.432.411        |
| 25 | 005.000       | Omaha Hi-Low Split-8 or Better               | 13. Juni 2013 | 0241       | Danny Fuhs                      | Vereinigte Staaten     | 0.277.519        |
| 26 | 001.000       | Seniors No-Limit Hold’em Championship        | 14. Juni 2013 | 4407       | Kenneth Lind                    | Vereinigte Staaten     | 0.634.809        |
| 27 | 003.000       | Mixed Max - No Limit Hold’em                 | 14. Juni 2013 | 0593       | Isaac Hagerling                 | Vereinigte Staaten     | 0.372.387        |
| 28 | 001.500       | No-Limit Hold’em                             | 15. Juni 2013 | 2115       | Jason Duval                     | Kanada                 | 0.521.202        |
| 29 | 005.000       | H.O.R.S.E.                                   | 15. Juni 2013 | 0261       | Tom Schneider (4)               | Vereinigte Staaten     | 0.318.955        |
| 30 | 001.000       | No-Limit Hold’em                             | 16. Juni 2013 | 2108       | Chris Dombrowski                | Vereinigte Staaten     | 0.346.332        |
| 31 | 001.500       | Pot-Limit Omaha Hi-low Split-8 or Better     | 17. Juni 2013 | 0936       | Jarred Graham                   | Australien             | 0.255.942        |
| 32 | 005.000       | No-Limit Hold’em / Six Handed                | 18. Juni 2013 | 0516       | Erick Lindgren (2)              | Vereinigte Staaten     | 0.606.317        |
| 33 | 002.500       | Seven Card Razz                              | 18. Juni 2013 | 0301       | Bryan Campanello                | Vereinigte Staaten     | 0.178.052        |
| 34 | 001.000       | Turbo No-Limit Hold’em                       | 19. Juni 2013 | 1629       | Michael Gathy (2)               | Belgien                | 0.278.613        |
| 35 | 003.000       | Pot-Limit Omaha                              | 19. Juni 2013 | 0640       | Jeff Madsen (3)                 | Vereinigte Staaten     | 0.384.420        |
| 36 | 001.500       | No-Limit Hold’em Shootout                    | 20. Juni 2013 | 1194       | Simeon Najdenow                 | Bulgarien              | 0.326.440        |
| 37 | 005.000       | Limit Hold’em                                | 20. Juni 2013 | 0170       | Michael Moore                   | Vereinigte Staaten     | 0.211.743        |
| 38 | 002.500       | No-Limit Hold’em / Four Handed               | 21. Juni 2013 | 0566       | Justin Oliver                   | Kanada                 | 0.309.071        |
| 39 | 001.500       | Seven Card Stud Hi-Low Split-8 or Better     | 21. Juni 2013 | 0558       | Daniel Idema (2)                | Kanada                 | 0.184.590        |
| 40 | 001.500       | No-Limit Hold’em                             | 22. Juni 2013 | 2161       | Jared Hamby                     | Vereinigte Staaten     | 0.525.272        |
| 41 | 005.000       | Pot-Limit Omaha / Six Handed                 | 22. Juni 2013 | 0400       | Steve Gross                     | Vereinigte Staaten     | 0.488.817        |
| 42 | 001.000       | No-Limit Hold’em                             | 23. Juni 2013 | 2100       | Norbert Szécsi                  | Ungarn                 | 0.345.037        |
| 43 | 010.000       | 2-7 Draw Lowball (No-Limit)                  | 23. Juni 2013 | 0087       | Jesse Martin                    | Vereinigte Staaten     | 0.253.524        |
| 44 | 003.000       | No-Limit Hold’em                             | 24. Juni 2013 | 1072       | Sandeep Pulusani                | Vereinigte Staaten     | 0.592.684        |
| 45 | 001.500       | Ante Only No-Limit Hold’em                   | 25. Juni 2013 | 0678       | Ben Volpe                       | Vereinigte Staaten     | 0.201.399        |
| 46 | 003.000       | Pot-Limit Omaha Hi-low Split-8 or Better     | 25. Juni 2013 | 0435       | Wladimir Schtschemelew          | Russland               | 0.279.094        |
| 47 | 111.111       | One Drop High Rollers No-Limit Hold’em       | 26. Juni 2013 | 0166       | Anthony Gregg                   | Vereinigte Staaten     | 4.830.619        |
| 48 | 002.500       | Limit Hold’em / Six Handed                   | 26. Juni 2013 | 0343       | Marco Johnson                   | Vereinigte Staaten     | 0.206.796        |
| 49 | 001.500       | No-Limit Hold’em                             | 27. Juni 2013 | 2247       | Barny Boatman                   | Vereinigtes Konigreich | 0.546.080        |
| 50 | 002.500       | 10-Game Mix / Six Handed                     | 27. Juni 2013 | 0372       | Brandon Wong                    | Vereinigte Staaten     | 0.220.061        |
| 51 | 001.000       | Ladies No-Limit Hold’em Championship         | 28. Juni 2013 | 0954       | Kristen Foxen                   | Kanada                 | 0.173.922        |
| 52 | 025.000       | No-Limit Hold’em / Six Handed                | 28. Juni 2013 | 0175       | Steve Sung (2)                  | Vereinigte Staaten     | 1.205.324        |
| 53 | 001.500       | No-Limit Hold’em                             | 29. Juni 2013 | 2816       | Brett Shaffer                   | Vereinigte Staaten     | 0.665.397        |
| 54 | 001.000       | No-Limit Hold’em                             | 30. Juni 2013 | 2883       | Dana Castaneda                  | Vereinigte Staaten     | 0.454.207        |
| 55 | 050.000       | The Poker Player’s Championship              | 30. Juni 2013 | 0132       | Matthew Ashton                  | Vereinigtes Konigreich | 1.774.089        |
| 56 | 002.500       | No-Limit Hold’em                             | 1. Juli 2013  | 1736       | Nikolaus Teichert               | Deutschland            | 0.730.756        |
| 57 | 005.000       | No-Limit Hold’em                             | 2. Juli 2013  | 0784       | Matt Perrins (2)                | Vereinigtes Konigreich | 0.792.275        |
| 58 | 001.111       | The Little One for One Drop No-Limit Hold’em | 3. Juli 2013  | 4756       | Brian Yoon                      | Vereinigte Staaten     | 0.663.727        |
| 59 | 002.500       | 2-7 Triple Draw Lowball (Limit)              | 3. Juli 2013  | 0282       | Eli Elezra (2)                  | Vereinigte Staaten     | 0.173.236        |
| 60 | 001.500       | No-Limit Hold’em                             | 5. Juli 2013  | 2541       | Loni Hui                        | Vereinigte Staaten     | 0.609.017        |
| 61 | 010.000       | Pot-Limit Omaha                              | 5. Juli 2013  | 0386       | Daniel Alaei (4)                | Vereinigte Staaten     | 0.852.692        |
| 62 | 010.000       | No-Limit Hold’em Main Event                  | 6. Juli 2013  | 6352       | Ryan Riess                      | Vereinigte Staaten     | 8.361.570        |

### Main Event

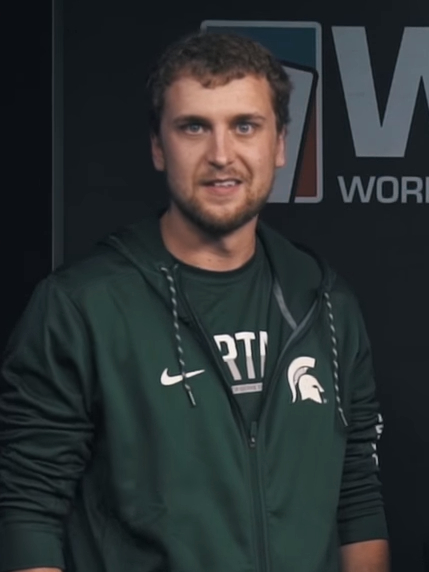
Ryan Riess (2017)

Der Finaltisch begann am 4. November 2013. In der finalen Hand gewann Riess mit A♥ K♥ gegen Farber mit Q♠ 5♠.
| Platz | Herkunft           | Spieler                 | Alter * | Preisgeld (in $) |
| ----- | ------------------ | ----------------------- | ------- | ---------------- |
| 1     | Vereinigte Staaten | Ryan Riess              | 23      | 8.361.570        |
| 2     | Vereinigte Staaten | Jay Farber              | 28      | 5.174.357        |
| 3     | Israel             | Amir Lehavot            | 38      | 3.727.823        |
| 4     | Frankreich         | Sylvain Loosli          | 26      | 2.792.533        |
| 5     | Vereinigte Staaten | J. C. Tran              | 36      | 2.106.893        |
| 6     | Kanada             | Marc Etienne McLaughlin | 25      | 1.601.024        |
| 7     | Niederlande        | Michiel Brummelhuis     | 32      | 1.225.356        |
| 8     | Vereinigte Staaten | David Benefield         | 27      | 0.944.650        |
| 9     | Vereinigte Staaten | Mark Newhouse           | 28      | 0.733.224        |

## Expansionen
Vom 4. bis 15. April 2013 wurde im Crown Casino in Melbourne die World Series of Poker Asia Pacific 2013 ausgetragen, bei der fünf Bracelets ausgespielt wurden. Vom 11. bis 25. Oktober 2013 fand die World Series of Poker Europe 2013 im Casino Barrière d’Enghien im französischen Enghien-les-Bains statt, bei der es acht Bracelets zu gewinnen gab.

## Player of the Year

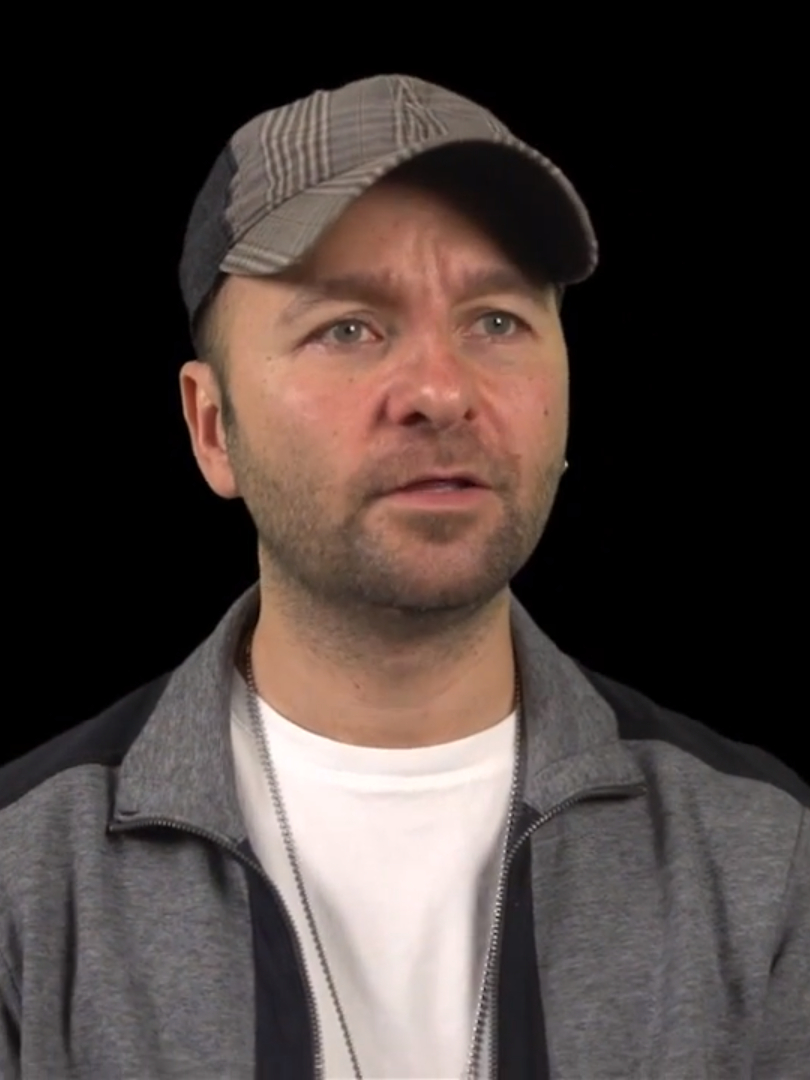
Daniel Negreanu (2013)

Die Auszeichnung als Player of the Year erhielt der Spieler, der über alle Turniere hinweg die meisten Punkte sammelte. Von der Wertung waren nicht für alle Spieler zugängliche Turniere ausgenommen. Das Ranking beinhaltete auch die Turniere der World Series of Poker Asia Pacific und World Series of Poker Europe. Sieger Daniel Negreanu gewann je ein Bracelet bei beiden Expansionen. Insgesamt erreichte er vier Finaltische und platzierte sich zehnmal in den Geldrängen.
| Platz | Herkunft               | Spieler             | Punkte |
| ----- | ---------------------- | ------------------- | ------ |
| 1     | Kanada                 | Daniel Negreanu     | 890,22 |
| 2     | Vereinigtes Konigreich | Matthew Ashton      | 665,75 |
| 3     | Vereinigte Staaten     | Ryan Riess          | 591,50 |
| 4     | Vereinigte Staaten     | Loni Hui            | 487,20 |
| 5     | Vereinigte Staaten     | David „Bakes“ Baker | 475,35 |
| 6     | Vereinigte Staaten     | Donald Nguyen       | 466,13 |
| 7     | Vereinigte Staaten     | Jeremy Ausmus       | 462,21 |
| 8     | Vereinigte Staaten     | Noah Schwartz       | 442,60 |
| 9     | Vereinigte Staaten     | Marco Johnson       | 439,38 |
| 10    | Vereinigte Staaten     | Tom Schneider       | 438,51 |